# Tanggulun Barat
Tanggulun Barat is een bestuurslaag in het regentschap Subang van de provincie West-Java, Indonesië. Tanggulun Barat telt 6826 inwoners (volkstelling 2010).